# П'ятий канал (Росія)
П'я́тий кана́л — російський федеральний телевізійний канал з центром мовлення у Санкт-Петербурзі. Один із перших телевізійних мовників СРСР та Росії. Є наступником Ленінградського телебачення, пізніше ДТРК «Петербург». До листопада 1997 року вів мовлення на міста Європейської частини Росії, Уралу, Західного Сибіру, а також суміжні з Росією країни: Казахстан, Білорусь та Балтійські країни.
У 1997 році федеральні мережі ДТРК «Петербург — П'ятий канал» указом Б. Н. Єльцина № 919 були передані новоутвореному телеканалу «Культура». П'ятому каналу були залишені частоти для мовлення тільки на Петербург і Ленінградську область.
З 1 жовтня 2006 року канал відновив права на загальнонаціональне мовлення. На цей час[коли?], крім Санкт-Петербурга і Ленінградської області, має ліцензії в 83 регіонах Росії.
У Петербурзі і Ленінградській області на частотах П'ятого каналу, в таймслота 7:00 — 8:00, мовить Ленінградська обласна телекомпанія.
Трансляції ведуться в системі кольору SECAM D / K.

## Історія
7 липня 1938 року вийшла в ефір перша постановочна передача, а з серпня почалися регулярні передачі. З моменту заснування і до початку 90-х років Ленінградське телебачення називалося Відділом Телевізійного мовлення ЛКРІ (Ленінградського Комітету радіоінформації), здійснювало всесоюзне мовлення, а потім, аж до 1998 року, — і всеросійське.
1 травня 1949 року вперше в СРСР в Ленінграді був показаний телевізійний репортаж з Двірцевої площі. Ленінградські телевізійники брали участь в проведенні перших телерепортажів з космосу.
26 січня 1952 — дата створення Ленінградської Студії Телебачення.
1 вересня 1957 вийшов перший випуск «Останніх вістей» Ленінградського телебачення. Спочатку передача виходила по понеділках, середах і п'ятницях. З 7 травня 1959 року випуски стають щоденними, по 8 — 10 хвилин перед закінченням передач.
В 1960-і роки Ленінградське телебачення відкрило жанр телегри — передача «Один за всіх, і всі — за одного». Перше радянське музичне шоу — передача «Музичний ринг» — також з'явилася на Ленінградському телебаченні.

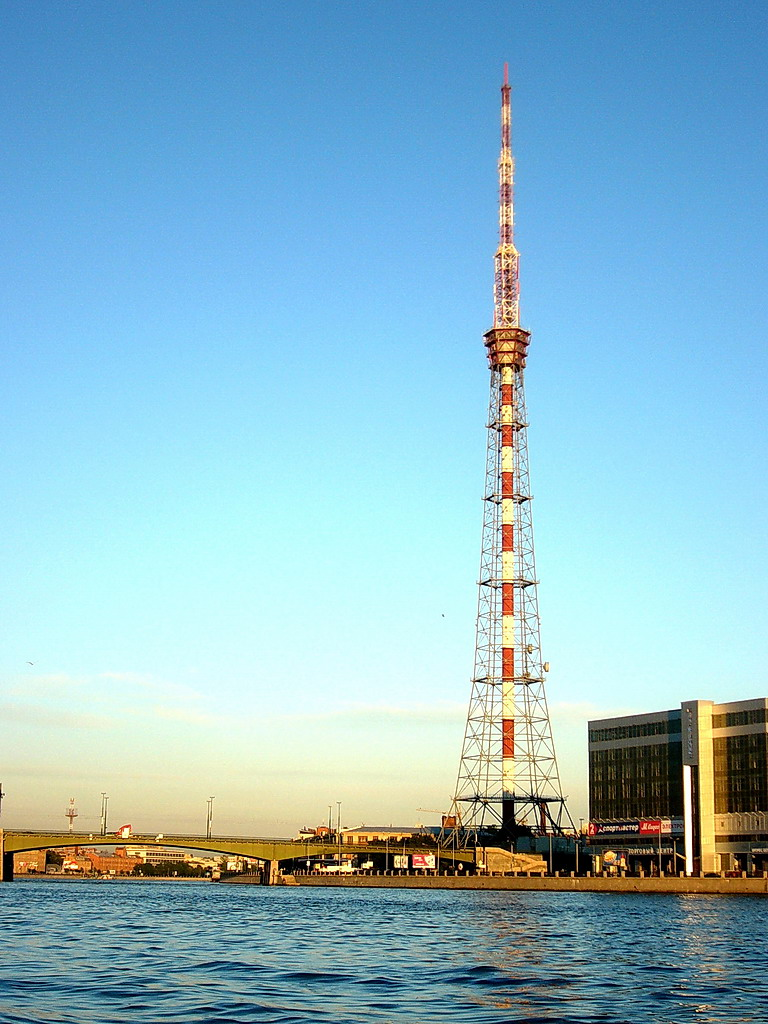
Петербурзька телевежа

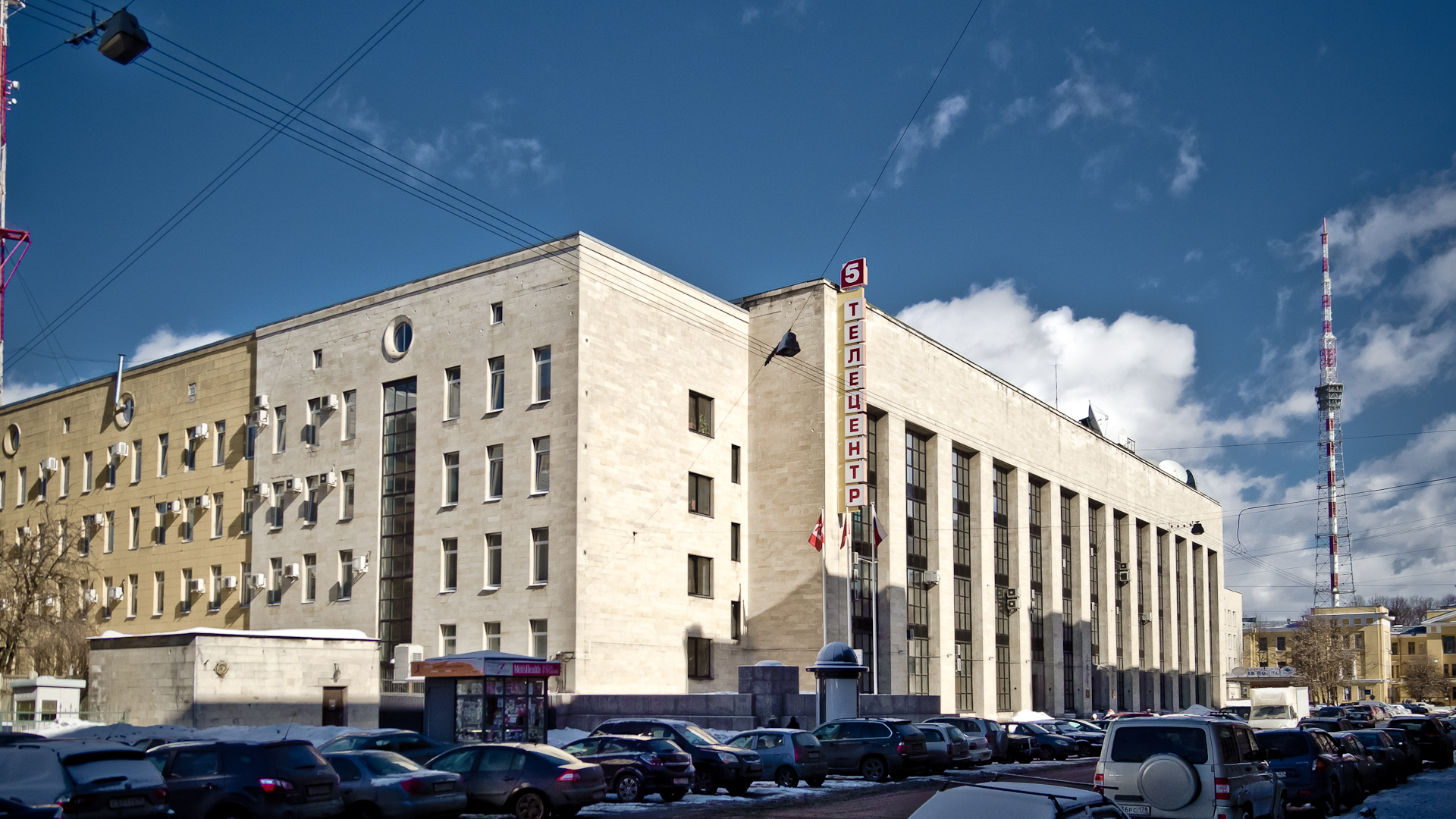
Петербурзький телевізійний технічний центр на вулиці Чапигина

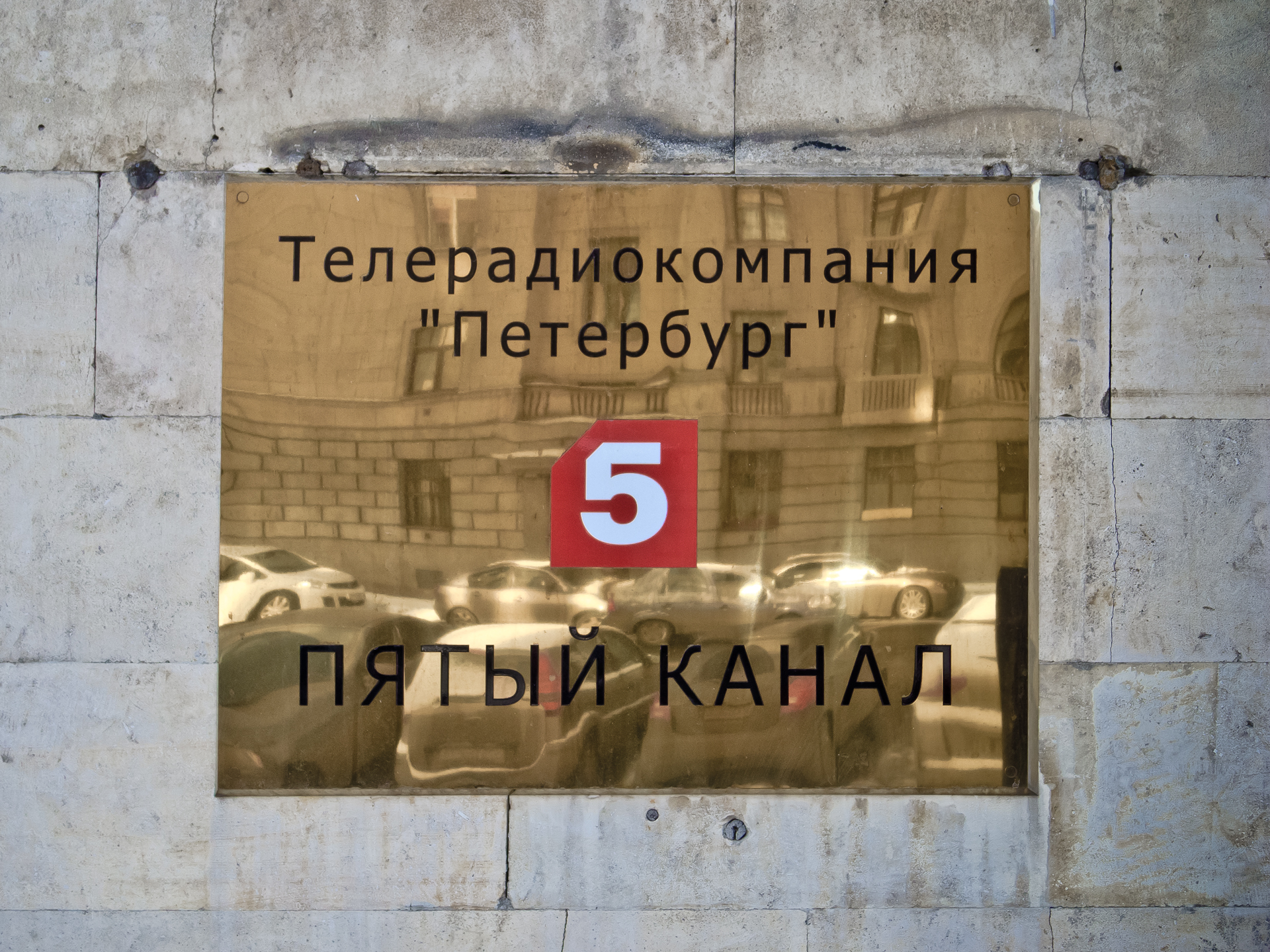
Петербурзький телевізійний технічний центр, вивіска при вході

В 1961 році був побудований телевізійний технічний центр на вулиці Чапигіна, будинок 6. В 1962 року в трьох студіях ТТЦ на Чапигіна було встановлено перше експериментальне обладнання кольорового телемовлення. Технічна база дозволяла транслювати як студійні, так і позастудійних телевізійні програми.
В 1965 року в ефір вийшли перші молодіжні програми, перші вікторини і конкурси. Найпопулярнішою дитячою передачею того часу була «Ляпа, Тяпа і Жаконо», яку вела диктор Неллі Широких.
В 1968 року з Ленінградського телецентру почалося регулярне кольорове телемовлення.
В 1985 року з'явилися телемости і теледебати.
7 червня 1991 року була створена Санкт-Петербурзька державна телерадіокомпанія.
15 січня 1992 року указом Президента РФ № 47 Санкт-Петербурзька державна телерадіокомпанія була ліквідована, а на її базі була створена Російська державна телерадіокомпанія «Петербург».
17 жовтня 1992 указом Президента РФ № 1256 Російська державна телерадіокомпанія «Петербург» була ліквідована, а на її базі була створена Федеральна телерадіомовна служба «Росія».
9 квітня 1993 року указом Президента РФ № 437 Федеральна телерадіомовна служба «Росія» була ліквідована, а на її базі була створена Державна телевізійна і радіомовна компанія «Петербург — П'ятий канал».
25 серпня 1997 року указом Президента РФ № 919 Державна Телерадіокомпанія «Петербург — П'ятий канал» була скасована, і 1 листопада 1997 телеканал став транслюватися тільки на території Санкт-Петербурга і Ленінградської області, в решті регіонів він був замінений телеканалом Культура.
У 1998 році на базі ДТРК «Петербург — П'ятий канал» було створено ВАТ «ТРК „Петербург“».
1 квітня 2004 року компанії було повернуто брендову назву «П'ятий канал». Інформаційною програмою каналу дали запам'ятовується найменування «Зараз».
25 січня 2006 року ТРК «Петербург — 5-й канал» виграла федеральний конкурс на мовлення в 40 регіонах Російської Федерації і восени 2006 року відновила федеральне мовлення.
4 листопада 2007 року президент Володимир Путін підписав указ про присвоєння ТРК «Петербург — 5-й канал» статусу загальноросійської телерадіомовної організації. Як стверджувалося, доцільність внесення такої зміни пов'язана із соціальною значимістю програм відкритого акціонерного товариства «Телерадіокомпанія „Петербург“», однак можна припустити, що цим указом Володимир Путін відновив деяку історичну справедливість, повернувши петербурзький П'ятий канал у міста Росії, як це було до 1997 року.
У жовтні 2009 року ЗМІ повідомили про плани реструктуризації «П'ятого каналу» з боку власника — «Національної Медіа Групи» — пов'язаних з великими скороченнями співробітників. НМГ спростувала інформацію про підготовку скорочення, проте незабаром чутки про закриття передач і звільнення співробітників отримали підтвердження.
15 березня 2010 року канал представив нову концепцію мовлення, суть якої полягала у відмові від виробництва власного телевізійного продукту та початку практики тісної співпраці зі сторонніми виробниками медійного контенту. З власних передач, вироблених в стінах петербурзького телевізійного центру, в ефірі П'ятого каналу залишилися лише програми Дирекції інформаційно-аналітичного мовлення.

## Власники
Станом на 31 грудня 2010 року ЗАТ «Національна Медіа Група» належить основний пакет акцій ВАТ «ТРК „Петербург“» — 72,425 %. Станом на 24 грудня 2009 року статутний капітал ВАТ «ТРК „Петербург“» становить 2371569964 рубля 85 копійок.

### Офіційна інформація
ТРК «Петербург — П'ятий канал» входить до складу ЗАТ «Національна Медіа Група».

«Національна Медіа Група» була створена в лютому 2008 р. шляхом з'єднання медійних активів ВАТ «АБ „Росія“», А. А. Мордашова, ВАТ «Сургутнефтегаз» і страхової групи «Согаз» і є сьогодні одним з найбільших російських приватних медіахолдингів. У червні 2011 року до складу акціонерів ЗАТ «НМГ» увійшов один з великих європейських медіахолдингів RTL GROUP.
До складу ЗАТ «Національна Медіа Група» також входять медіахолдинг РЕН ТВ, Перший канал, газета «Известия» та радіостанція «Російська Служба Новин».
— http://5-tv.ru/about/

## Мовлення
Цифрове ефірне мовлення в регіонах:
- «П'ятий канал» входить до складу першого мультиплексу цифрового телебачення DVB-T2.

Цифрове ефірне мовлення в Санкт-Петербурзі:
- З березня 2012 року в Санкт-Петербурзі «П'ятий канал» веде мовлення на 35 ТВК у стандарті DVB-T2[17]

Аналогове ефірне мовлення:
- У Санкт-Петербурзі «П'ятий канал» веде мовлення на 3 ТВК з вежі Ленінградського радіотелевізійного передавального центру Потужність передавача: 25 кіловат; тип передавача і поляризація: ТМР Telekom OTV 1/25 AVB, горизонтальна поляризація, висота розташування передавальної антени: 281 метр[18].
- У Москві телеканал мовить на 44 ТВК з вежі Останкінського радіотелевізійного передавального центру. Потужність передавача: 5 кіловат, висота розташування передавальної антени: 411 метрів[19].

Кабельне мовлення:
- «П'ятий канал» транслюється всіма мережами кабельного телебачення Росії.

Супутникове мовлення:
- Експрес АМ3 140 ° с.д. в режимі FTA
- Експрес АМ33 96,5 ° східної довготи в режимі FTA
- Intelsat 15 85,2 ° східної довготи в пакеті «Континент ТВ», в пакеті «Телекарта»
- Експрес МД1 80 ° в.д. в режимі FTA
- ABS 1 / Eutelsat W75 75 ° в.д. в пакеті «Радуга ТВ»
- Intelsat 904 60 ° в.д.
- Бонум 1 56 ° в.д.
- Eutelsat W4 / W7 36 ° в.д. в пакеті «Триколор ТВ», в пакеті «НТВ-Плюс»
- Eurobird 9A 9 ° с.д.[20]

Повний список міст, в яких здійснюється мовлення П'ятого каналу

## Факти

- З жовтня по грудень 1993 року телеканал транслював деякі передачі телекомпанії НТВ, а саме Підсумки, Намедни, і Сьогодні[21].
- 17 травня 1991 року в передачі « П'яте колесо» на П'ятому каналі було показано легендарний телевізійний сюжет-містифікація «Ленін — гриб».
- У 1990-і роки глядачі впізнавали телеканал за логотипом «п'ятірка в ромбі» (див. рис. Ліворуч), а з травня 2001[22] по квітень 2004 року[23] П'ятий канал був «телебаченням з ангельським обличчям», тому що лейтмотивом його оформлення в ті роки було скульптурне зображення ангела, розташованого на шпилі Петропавлівського собору Санкт-Петербурга[18][24][25].